# 長禄
長禄（、旧字体：長祿）は、日本の元号の一つ。康正の後、寛正の前。1457年から1460年までの期間を指す。この時代の天皇は後花園天皇。室町幕府将軍は足利義政。

## 改元
- 康正3年9月28日（ユリウス暦1457年10月16日） 改元
- 長禄4年12月21日（ユリウス暦1461年2月1日） 寛正に改元

## 長禄期におきた出来事
- 元年12月2日（1457年12月18日） - 長禄の変。禁闕の変で内裏から奪われていた三種の神器の一部を、赤松氏の遺臣たちが奪還。
- 三年（1459年） - 長禄・寛正の飢饉が始まる。

### 出生
- 2年11月20日（1458年12月25日） - 尼子経久、出雲の戦国武将（天文10年死去）

### 死去
- 3年1月19日（1459年2月22日）- 今参局、足利義政の乳母
- 3年8月12日（1459年9月8日）-  甲斐常治、斯波氏の執事兼守護代
- 3年 月日不詳　- 清厳正徹

## 西暦との対照表
※は小の月を示す。
| 長禄元年（丁丑） | 一月※     | 二月    | 三月※ | 四月  | 五月※ | 六月  | 七月※ | 八月  | 九月 | 十月※   | 十一月 | 十二月 |           |
| ---------------- | --------- | ------- | ----- | ----- | ----- | ----- | ----- | ----- | ---- | ------- | ------ | ------ | --------- |
| ユリウス暦       | 1457/1/26 | 2/24    | 3/26  | 4/24  | 5/24  | 6/22  | 7/22  | 8/20  | 9/19 | 10/19   | 11/17  | 12/17  |           |
| 長禄二年（戊寅） | 一月※     | 閏一月※ | 二月  | 三月※ | 四月※ | 五月  | 六月※ | 七月  | 八月 | 九月    | 十月※  | 十一月 | 十二月    |
| ユリウス暦       | 1458/1/16 | 2/14    | 3/15  | 4/14  | 5/13  | 6/11  | 7/11  | 8/9   | 9/8  | 10/8    | 11/7   | 12/6   | 1459/1/5  |
| 長禄三年（己卯） | 一月※     | 二月※   | 三月  | 四月※ | 五月※ | 六月  | 七月※ | 八月  | 九月 | 十月※   | 十一月 | 十二月 |           |
| ユリウス暦       | 1459/2/4  | 3/5     | 4/3   | 5/3   | 6/1   | 6/30  | 7/30  | 8/28  | 9/27 | 10/27   | 11/25  | 12/25  |           |
| 長禄四年（庚辰） | 一月      | 二月※   | 三月※ | 四月  | 五月※ | 六月※ | 七月  | 八月※ | 九月 | 閏九月※ | 十月   | 十一月 | 十二月    |
| ユリウス暦       | 1460/1/24 | 2/23    | 3/23  | 4/21  | 5/21  | 6/19  | 7/18  | 8/17  | 9/15 | 10/15   | 11/13  | 12/13  | 1461/1/12 |